# Hipparchia parisatis
Hipparchia parisatis — вид дневных бабочек семейства Бархатницы, вид рода Hipparchia.

## Этимология
Parisatis — Paris + satis — довольно, достаточно — «удовлетворенная Парисом», то есть одна из богинь (Афродита), которой Парис вручил подброшенное Эридой яблоко раздора.

## Описание
Длина переднего крыла самца 27-31 мм, самки 28-33 мм. Крылья самцов сверху темноокрашенные, коричнево-чёрного цвета. Переднее крыло с 2 глазчатыми пятнами с белым центром, между которыми находятся 2 белых мазка. Внешний край передних крыльев с неполной белой каймой. Заднее крыло с широкой белой каймой, с волнистой внутренней границей, и одним глазчатым пятном (центрированным белым). Переднее крыло на нижней стороне серое с коричневатой линией, узкой неполной белой перевязью, двумя крупными глазчатыми пятнами, окруженными желтой и коричневой обводкой. Заднее крыло на нижней стороне пестроокрашенное с рисунком, образованным мелкими коричневыми пестринами на сером фоне, и 2 глазчатыми пятнами, заключенными в желтые и коричневые оторочки. Бахромка крыльев белая. Окраска крыльев самки светлее, чем у самца, глазчатые пятна крупнее.

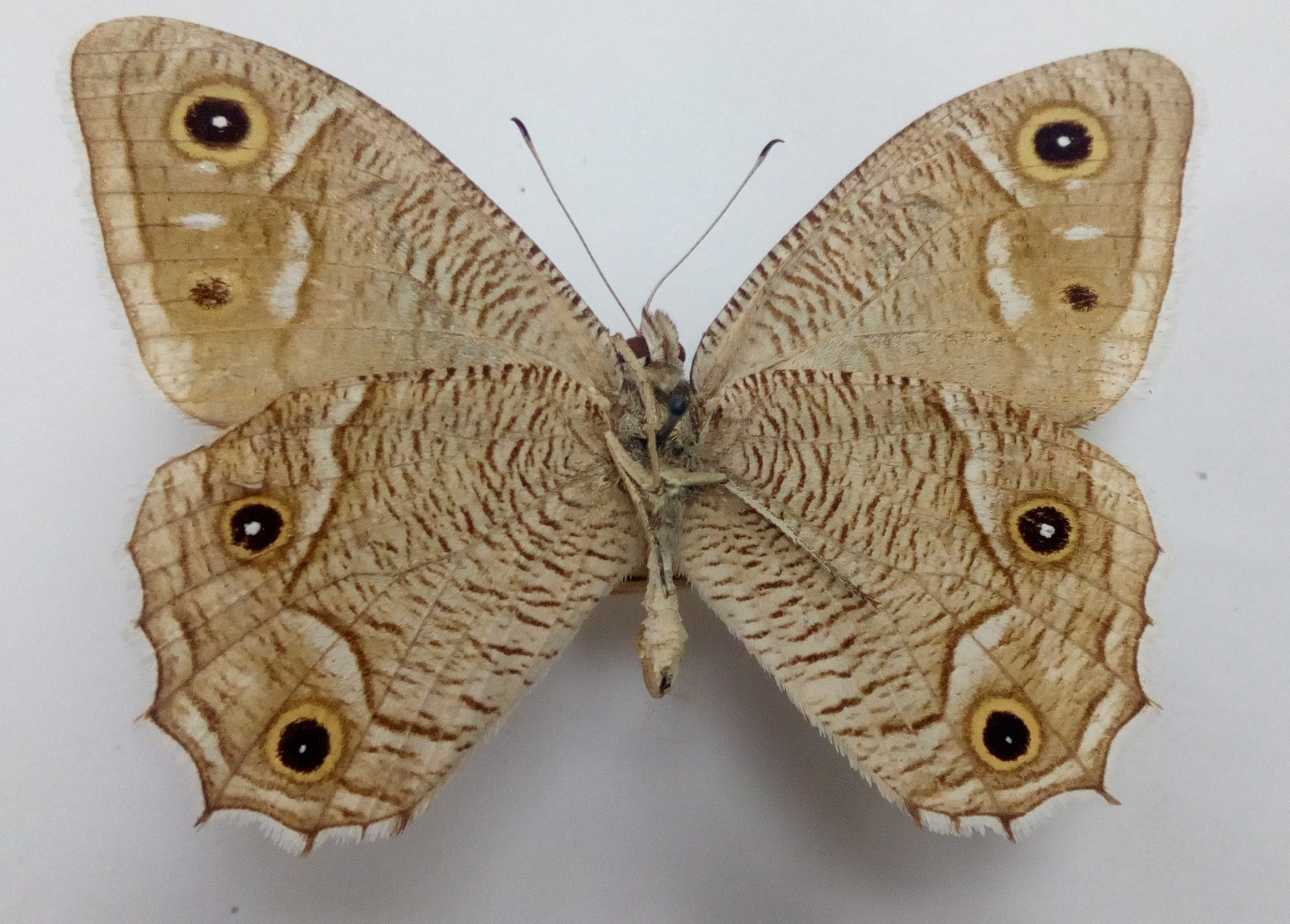
Нижняя сторона крыльев

## Ареал и местообитание
Турция, Средняя Азия, Ирак, Иран, Афганистан, Оман, Пакистан, Северная Индия. В Закавказье бабочки населяют сухие редколесья, участки с нагорно-ксерофильной растительности, полупустыни.

## Биология
Развивается в одном поколении за год. Время лёта с июня по август. Самки откладывают одиночные яйца поштучно на нижнюю сторону сухих стеблей кормовых растений. Кормовые растения гусениц — различные злаки.